# Aglaia pinnata
Aglaia pinnata là một loài thực vật có hoa trong họ Meliaceae. Loài này được (L.) Druce mô tả khoa học đầu tiên năm 1913.